# 이승환 (2003년)
이승환(李承桓, 2003년 4월 5일 ~ )는 대한민국의 축구 선수로 포지션은 골키퍼이며 현재 K리그1의 포항 스틸러스에서 K리그2의 충북 청주로 임대되어 뛰고있다.